# Bijela (dystrykt Brczko)
Bijela – wieś w Bośni i Hercegowinie, w dystrykcie Brczko. W 2013 roku liczyła 1923 mieszkańców, z czego większość stanowili Chorwaci.